# Juglans steyermarkii
Juglans steyermarkii là một loài thực vật có hoa trong họ Juglandaceae. Loài này được W.E. Manning mô tả khoa học đầu tiên năm 1948.